# Междушарски
Остров Междуша̀рски (на руски: Остров Междушарский) е остров в източната част на Баренцово море, в близост до югозападния бряг на Южния остров на архипелага Нова Земя, от който го отделя протока Костин Шар, като администртивно принадлежи на Архангелска област в Русия. Площ 748 km2. Повърхността му представлява хълмиста равнина с височина до 101 m, покрита с тундрова растителност и блата. Изграден е основно от глинести шисти и пясъчници. По скалистите му брегове гнездят десетки видове прелетни птици.

## Топографски карти
- Лист от карта R-39-V,VI Белушья Губа. Мащаб: 1 : 200 000. Състояние на местността към 1980 год. Издание 1987 г.
- Лист от карта R-39-XI,XII Башмачный. Мащаб: 1 : 200 000. Състояние на местността към 1979 год. Издание 1987 г.